# La Poterie-Mathieu
La Poterie-Mathieu és un municipi francès situat al departament de l'Eure i a la regió de Normandia. L'any 2007 tenia 138 habitants.

## Població
El 2007 la població de fet de La Poterie-Mathieu era de 138 persones. Hi havia 60 famílies de les quals 12 eren unipersonals (12 homes vivint sols), 24 parelles sense fills, 20 parelles amb fills i 4 famílies monoparentals amb fills.
La població ha evolucionat segons el següent gràfic:
Habitants censats

## Habitatges
El 2007 hi havia 89 habitatges, 59 eren l'habitatge principal de la família, 27 eren segones residències i 4 estaven desocupats. 88 eren cases i 1 era un apartament. Dels 59 habitatges principals, 51 estaven ocupats pels seus propietaris i 8 estaven llogats i ocupats pels llogaters; 1 tenia dues cambres, 11 en tenien tres, 19 en tenien quatre i 28 en tenien cinc o més. 35 habitatges disposaven pel capbaix d'una plaça de pàrquing. A 27 habitatges hi havia un automòbil i a 30 n'hi havia dos o més.

## Piràmide de població
La piràmide de població per edats i sexe el 2009 era:
| Homes | Edats   | Dones |
| ----- | ------- | ----- |
| 0     | 95 o +  | 0     |
| 0     | 90 a 94 | 0     |
| 0     | 85 a 89 | 4     |
| 0     | 80 a 84 | 0     |
| 4     | 75 a 79 | 0     |
| 0     | 70 a 74 | 4     |
| 4     | 65 a 69 | 0     |
| 8     | 60 a 64 | 16    |
| 4     | 55 a 59 | 4     |
| 0     | 50 a 54 | 4     |
| 12    | 45 a 49 | 4     |
| 8     | 40 a 44 | 4     |
| 8     | 35 a 39 | 12    |
| 4     | 30 a 34 | 0     |
| 0     | 25 a 29 | 0     |
| 12    | 20 a 24 | 0     |
| 4     | 15 a 19 | 8     |
| 0     | 10 a 14 | 8     |
| 0     | 5 a 9   | 0     |
| 4     | 0 a 4   | 4     |

## Economia
El 2007 la població en edat de treballar era de 88 persones, 65 eren actives i 23 eren inactives. De les 65 persones actives 59 estaven ocupades (37 homes i 22 dones) i 6 estaven aturades (4 homes i 2 dones). De les 23 persones inactives 10 estaven jubilades, 4 estaven estudiant i 9 estaven classificades com a «altres inactius».

### Ingressos
El 2009 a La Poterie-Mathieu hi havia 66 unitats fiscals que integraven 144 persones, la mediana anual d'ingressos fiscals per persona era de 19.448 €.

### Activitats econòmiques
Dels 4 establiments que hi havia el 2007, 1 era d'una empresa de construcció, 1 d'una empresa de comerç i reparació d'automòbils, 1 d'una empresa de serveis i 1 d'una empresa classificada com a «altres activitats de serveis».
L'únic servei als particulars que hi havia el 2009 era una fusteria.
L'any 2000 a La Poterie-Mathieu hi havia 16 explotacions agrícoles que ocupaven un total de 360 hectàrees.

## Poblacions més properes
El següent diagrama mostra les poblacions més properes.